# Hjørring Nordre Provsti
| Hjørring Nordre Provsti                                        | Hjørring Nordre Provsti         |
| -------------------------------------------------------------- | ------------------------------- |
| Staat                                                          | Dänemark                        |
| Region                                                         | Nordjylland                     |
| Kommunen                                                       | Hjørring, Læsø                  |
| Bistum (Stift)                                                 | Aalborg                         |
| Gemeinden (Pastorater)                                         | 9                               |
| Kirchspielgemeinden (Sogne)                                    | 21                              |
| Propst (Provst)                                                | Winnie Nørholm Rischel          |
| Bevölkerung                                                    | 24.210 (2021)                   |
| Mitglieder der Folkekirken                                     | 20.819 (2021)                   |
| Anteil an der Gesamtbevölkerung:                               | ca. 86 %                        |
| Website                                                        | https://www.hjorringprovsti.dk/ |
|                                                                |                                 |
| Lage der Hjørring Nordre Provsti (rot) im Aalborg Stift (weiß) |                                 |

Die Hjørring Nordre Provsti ist eine Propstei der ev. luth. Volkskirche Dänemarks (Folkekirken) im Norden des Bistums Aalborg (Aalborg Stift) in Norddänemark. Sie umfasst den Nordteil der Hjørring Kommune und die gesamte Ostseeinsel Læsø, welche die Læsø Kommune bildet. Aufgeteilt ist die Propstei in 21 Kirchspiele und 9 Gemeinden mit insgesamt 23 Kirchen, Propst ist Winnie Nørholm Rischel.

## Kirchspielgemeinden (Sogne)
Folgende 21 Kirchspielgemeinden bilden zusammen die Hjørring Nordre Provsti:
- Asdal Sogn
- Astrup Sogn
- Bindslev Sogn
- Bjergby Sogn
- Byrum Sogn
- Hals Sogn
- Hirtshals Sogn
- Horne Sogn
- Hørmested Sogn
- Lendum Sogn
- Mosbjerg Sogn
- Mygdal Sogn
- Sindal Sogn
- Sørig Sogn
- Tolne Sogn
- Tornby Sogn
- Tversted Sogn
- Uggerby Sogn
- Ugilt Sogn
- Vesterø Sogn
- Vidstrup Sogn

## Gemeinden (Pastorater)
Die 21 Kirchspiele sind in folgende 9 Gemeinden aufgeteilt:
- Bindslev-Sørig Pastorat
- Bjergby-Mygdal Pastorat
- Byrum-Hals-Vesterø Pastorat
- Hirtshals Pastorat
- Horne-Asdal Pastorat
- Lendum-Hørmested-Tolne-Mosbjerg-Ugilt Pastorat
- Sindal-Astrup Pastorat
- Tornby-Vidstrup Pastorat
- Tversted-Uggerby Pastorat